# ASC Mauritel Mobile FC
El ASC Mauritel Mobile FC es un equipo de fútbol de Mauritania que participa en la Tercera División de Mauritania, la tercera liga de fútbol más importante del país.

## Historia
Fue fundado el 4 de febrero de 2003 en la capital Nuakchot y siendo un equipo tan reciente ha conseguido ganar la liga en 1 oportunidad y el torneo de copa en 1 ocasión, ganándose el derecho de representar al país en 1 oportunidad a nivel internacional, aunque sin mucho éxito.
El club fue excluido de la Liga mauritana de fútbol para la temporada 2010/11 junto al ASC Nasr y el ACAS de Teyarett por no cumplir con las regulaciones para jugar en la máxima categoría.

## Palmarés
- Liga mauritana de fútbol: 2

2006
- Copa del Presidente de la República: 1

2007

## Participación en competiciones de la CAF
| Temporada | Torneo                      | Ronda      | Club             | Casa | Visita | Global |
| --------- | --------------------------- | ---------- | ---------------- | ---- | ------ | ------ |
| 2007      | Liga de Campeones de la CAF | Preliminar | Wydad Casablanca | 0-1  | 0-4    | 0-5    |